# Pedra Azul (berg)
De Pedra Azul (uit het Portugees: "Blauwe Rots") is een 1.822 meter hoge rotsformatie in de Braziliaanse deelstaat Espírito Santo.

## Beschrijving
De rots is opgebouwd uit graniet en gneiss. Hij heeft een blauwachtige kleur door de korstmossen die erop groeien. Overigens verandert de kleur gedurende dag sterk met de stand van de zon. Aan de westkant bevindt zich tegen de berg een rots die Pedra da Lagarta ("Rots van de Hagedis") genoemd wordt, omdat het lijkt alsof een grote hagedis de Pedra Azul beklimt.

## Ligging
De rots is onderdeel van de keten Serra do Castelo. Hij staat in het district Aracê van de gemeente Domingos Martins. Dichtbij loopt de weg BR-262, die van Vitória naar Belo Horizonte leidt. Vanaf deze weg is de berg goed te zien. Een zijstraat van 5 kilometer, de Rota do Lagarto ("Route van de Hagedis"), leidt naar de berg.
Naast de Pedra Azul staat de Pedra das Flores van 1.909 meter hoogte. Beide bergen maken deel uit van het Staatspark van de Pedra Azul.

## Natuur
Op de hellingen van de Pedra Azul bevindt zich nevelwoud, en op de rotsen groeien verschillende soorten bergflora. De berg staat in een gebied met veel Atlantisch woud. In het Staatspark kan men apen en toekans aantreffen. Verder zijn er enkele endemische dier- en plantensoorten, die slechts in dit park voorkomen.

## Toerisme
Volgens toeristenfolders hebben de Verenigde Naties verklaard dat dit gebied het "op twee na beste klimaat ter wereld" heeft. In elk geval wordt de Pedra Azul veel bezocht door toeristen uit de stad Vitória, vanwege de natuur en het koelere bergklimaat.
In de omgeving probeert men het agrarisch en ecologisch toerisme te stimuleren. In het Staatspark bevindt zich een bezoekerscentrum met een expositie over de natuur in het gebied. In het park zelf zijn er geen mogelijkheden om te eten of te overnachten, maar in de omgeving zijn er diverse hotels en restaurants.

## Beklimming en wandelroutes
Er bestond een route om de berg te beklimmen, maar vanaf het midden van de jaren '90 is deze gesloten, vanwege de te hoge moeilijkheidsgraad.
Tegenwoordig zijn er twee wandelroutes op de hellingen van de berg. Deze mogen slechts onder begeleiding van een gids uitgevoerd worden. De eerste voert naar de basis van de rots op 400 meter hoogte. De tweede gaat tot een hoogte van 1.500 meter, en komt langs enkele met water gevulde gaten in de rots. Deze piscinas naturais ("natuurlijke zwembaden") zijn ontstaan door waterbronnen op de berg. Toeristen kunnen hier werkelijk zwemmen. Om hier te komen, moet men zich langs een helling aan een touw omhoog trekken.
Verder zijn er verschillende wandelroutes door het park om de natuur te bezichtigen. Ook zijn hier tochten te paard mogelijk.